# Josefina Aldecoa
Josefina Rodríguez Álvarez (Las Ventas de Alcedo, La Robla, León, 8 de marzo de 1926 - Mazcuerras, Cantabria, 16 de marzo de 2011), conocida como Josefina Aldecoa, fue una escritora y pedagoga española, directora del Colegio Estilo. Estuvo casada con el escritor Ignacio Aldecoa, de quien adoptó, tras su muerte en 1969, su apellido para su carrera literaria.

## Biografía
De familia de maestros (su madre y su abuela eran maestras que participaban de la ideología de la Institución Libre de Enseñanza, institución que nació a finales del siglo XIX con idea de renovar la educación en España), vivió en León, donde formó parte de un grupo literario que produjo la revista de poesía Espadaña. Se trasladó a Madrid en 1944, donde estudió Filosofía y Letras y se doctoró en Pedagogía, por la Universidad de Madrid, sobre la relación infantil con el arte, tesis que luego publicaría con el título El arte del niño (1960). Durante sus años de estudio en la facultad entró en contacto con parte de un grupo de escritores que luego iban a formar parte de la Generación del 50: Carmen Martín Gaite, Rafael Sánchez Ferlosio, Alfonso Sastre, Jesús Fernández Santos e Ignacio Aldecoa, con quien se casó en 1952 y del que tomó su apellido —pero solo después de su enviudamiento en 1969, dejando la R. de Rodríguez (Josefina R. Aldecoa)— y con el que tuvo una hija, Susana. Tradujo para la Revista Española, dirigida por Ignacio Aldecoa, Rafael Sánchez Ferlosio y Alfonso Sastre, el primer cuento publicado en España de Truman Capote.
En 1959 fundó en Madrid el Colegio Estilo, que fue para ella su gran obra, situado en la zona de El Viso. Se inspiró en las ideas vertidas en su tesis de pedagogía, en los colegios que había visto en Inglaterra y Estados Unidos y en las ideas educativas del krausismo, base ideológica de la Institución Libre de Enseñanza: "Quería algo muy humanista, dando mucha importancia a la literatura, las letras, el arte; un colegio que fuera muy refinado culturalmente, muy libre y que no se hablara de religión, cosas que entonces eran impensables en la mayor parte de los centros del país". 
En 1961 publicó la colección de cuentos A ninguna parte. En 1969 murió su marido y permaneció 10 años en los que abandonó la escritura dedicándose a la docencia, hasta que en 1981 publicó una edición crítica de una selección de cuentos de Ignacio Aldecoa.
En Los niños de la guerra (1983) hizo una crónica de su generación ilustrada por semblanzas, biografías y comentarios literarios sobre diez narradores surgidos en los años 1950.
Continuó su actividad literaria con novelas como La enredadera (1984), Porque éramos jóvenes (1986) o El vergel (1988). En 1990 inició una trilogía de contenido autobiográfico con la novela Historia de una maestra (1990), Mujeres de negro (1994) y La fuerza del destino (1997), parcialmente en respuesta al discurso político durante los años posteriores a la dictadura acerca de cómo reconstruir el sistema educativo, al que no consideraba lo suficientemente laico.
En 1998 escribió el ensayo Confesiones de una abuela, en el que abordaba la relación y experiencias vividas con su nieto. En 2000 publicó Fiebre, una antología de cuentos escritos entre 1950 y 1990, y en 2002 El enigma, novela de temática amorosa.
En 2003 obtuvo el Premio Castilla y León de las Letras. En ese mismo año publicó En la distancia, sus memorias. En esta no sólo reconstruye sus recuerdos, sino también el de una generación perdida de intelectuales y escritores españoles de la Guerra Civil y la Posguerra: Ignacio Aldecoa, Luis Martín-Santos, Juan Benet, Jesús Fernández Santos, Rafael Sánchez Ferlosio y Carmen Martín Gaite. También recuerda cómo llegó a ser escritora por accidente, mediante un encargo editorial, de lo que no se arrepiente. Lo mismo que de sus viajes al extranjero, que le permitieron sobrevivir al mundo cerrado y viciado del primer franquismo.
En 2005 publicó La casa gris, una obra que escribió cuando tenía veinticuatro años en la que narra, en forma de novela protagonizada por Teresa, su vida en Londres reflejando la diferencia de España y Europa en los años 1950.
En 2008 publicó Hermanas, su última novela.
Falleció el 16 de marzo de 2011 en el municipio cántabro de Mazcuerras a causa de una insuficiencia respiratoria.

## Obras
- El arte del niño (1960)
- A ninguna parte (1961)
- Los niños de la guerra (1983)
- La enredadera (1984)
- Porque éramos jóvenes (1986)
- El vergel (1988)
- Cuento para Susana (1988)
- Historia de una maestra (1990)
- Mujeres de negro (1994)
- Ignacio Aldecoa en su paraíso (1996)
- Espejismos (1996), cuento en Madres e hijas. Laura Freixas (Ed.)
- La fuerza del destino (1997)
- Confesiones de una abuela (1998)
- Pinko y su perro (1998, Ediciones SM[4]
- El mejor (1998), cuento en Cuentos de fútbol II. Jorge Valdano (Ed.)
- La rebelión (1999), cuento en Mujeres al alba.
- El desafío (2000), cuento en Cuentos solidarios 2.
- Fiebre (2001) Editorial Anagrama[5]
- La educación de nuestros hijos (2001)
- El enigma (2002) Editorial Alfaguara
- En la distancia (2004)
- La Casa Gris (2005)
- Hermanas (2008) Editorial Alfaguara.[6]